# Union des fédérations ouest-africaines de football
L'Union des fédérations ouest-africaines de football (UFOA) est une confédération régionale de football dépendante de la Confédération africaine de football (CAF) et présidée par Kurt Okraku. Le nom anglais de la confédération est West Africa Football Union (WAFU).
Cette association est issue de la proposition de la Fédération du Sénégal de football qui avait proposé que les pays appartenant aux zones A et B de la CAF puissent s'affronter au cours d'une compétition régulière. L'UFOA organise plusieurs compétitions telles que la Coupe des Nations et le Championnat des moins de 20 ans.

## Liste des fédérations membres
L'association fut créée en 1975 avec ses membres actuelles. Mais en 2011, la CAF a décidé de diviser la zone en 2 groupes, A et B en raison de problèmes organisationnel internes de l'UFOA, :
- Zone A (Niger)
- Zone B (Volta Niger)

La Mauritanie est le seul pays de l'UFOA qui est aussi membre de l'Union des associations arabes de football (UAFF).
Les seize fédérations nationales africaines qui font partie de l'Union des fédérations ouest-africaines de football sont :

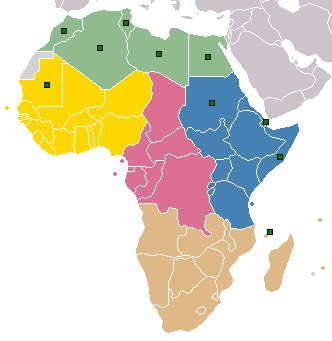
Membres de l'UFOA

- Membres de l'UFOA

### Zone A
|   | Pays          | Fédération                              |
| - | ------------- | --------------------------------------- |
| 1 | Cap-Vert      | Fédération du Cap-Vert de football      |
| 2 | Gambie        | Fédération de Gambie de football        |
| 3 | Guinée        | Fédération de Guinée de football        |
| 4 | Guinée-Bissau | Fédération de Guinée-Bissau de football |
| 5 | Liberia       | Fédération du Liberia de football       |
| 6 | Mali          | Fédération malienne de football         |
| 7 | Mauritanie    | Fédération de Mauritanie de football    |
| 8 | Sénégal       | Fédération du Sénégal de football       |
| 9 | Sierra Leone  | Fédération de Sierra Leone de football  |

### Zone B
|   | Pays          | Fédération                              |
| - | ------------- | --------------------------------------- |
| 1 | Bénin         | Fédération du Bénin de football         |
| 2 | Burkina Faso  | Fédération du Burkina Faso de football  |
| 3 | Côte d'Ivoire | Fédération de Côte d'Ivoire de football |
| 4 | Ghana         | Fédération du Ghana de football         |
| 5 | Niger         | Fédération du Niger de football         |
| 6 | Nigeria       | Fédération du Nigeria de football       |
| 7 | Togo          | Fédération du Togo de football          |

## Organisation de compétitions

Logo de la Coupe de l'UFOA des moins de 20 ans 2008

L'UFAO organise des compétitions en Afrique de l'Ouest pour les sélections nationales et les clubs.
En 2002, la Coupe des nations de l'UFOA, qui devait se dérouler en Côte d'Ivoire du 18 au 29 septembre à Abidjan et à Bouaké, est interrompue en raison de la crise politico-militaire dans le pays.
La confédération organise une compétition réservée aux footballeurs de moins de 20 ans, la Coupe de l'UFOA des moins de 20 ans⁣⁣, aussi appelée Coupe Ibori. L'édition 2008 de ce tournoi, qui regroupe 16 pays, a lieu au Nigeria et est remportée par le Ghana, qui bat le Sénégal en finale sur le score de 1-1 après prolongation et 3-2 aux tirs au but. La Côte d'Ivoire se classe troisième en battant le Burkina Faso 2-0.
L'UFOA organise aussi une compétition réservée aux clubs de football, la Coupe de l'UFOA. La compétition 2009 est la 24e édition et a lieu après dix ans d'interruption. Le trophée remis au vainqueur est le trophée Eyadema, du nom de l’ancien président du Togo.
Les différentes compétitions organisées sont  :
- la Coupe de l'UFOA
- le Tournoi féminin de la zone A de l'UFOA
- le Tournoi féminin de la zone B de l'UFOA
- le Championnat U-20 de l'UFOA
- le Championnat des moins de 20 ans de la zone A de l'UFOA
- le Championnat des moins de 20 ans de la zone B de l'UFOA
- le Tournoi de l'UEMOA

### Anciennes Compétitions
| Compétition                            | Années    |
| -------------------------------------- | --------- |
| Coupe Amílcar Cabral                   | 1979–2007 |
| Coupe CEDEAO                           | 1977–1981 |
| Coupe de l'UFOA                        | 1982–1987 |
| Coupe d'Afrique de l'Ouest des nations | 1977–2011 |

## Présidents de l'UFOA
- K. Tandoh (1975–1977)[8]
- Seyi Memene (1977–1984)[8]
- Abdoulaye Fofana (1984–1988)[8]
- Jonathan Boytie Ogufere (1988–1994)[8]
- Dieng Ousseynou (1994–1999)[8]
- Abdulmumini Aminu (en) (1999–2002)[8]
- El Hadji Malick Sy Souris (2002–2004)[8]
- Jacques Anouma (2004–2008)[8],[9],[10]
- Amos Adamu (en) (2008–2010)[8],[3],[11]
- Kwesi Nyantakyi (2011-2018)[8]
- Djibrilla Hima Hamidou (2018-2021)[8]
- Kurt Okraku (Depuis 2021)[8]

Le 28 février 2017, l'ancien président Amos Adamu est condamné à 3 ans d'exclusion des activités liées au football par la FIFA pour un achat de votes au cours du choix des pays hôtes des coupes du monde 2018 et 2022. Il a fait appel de sa condamnation,.
| Zone A                                                                                        | Zone B                                                                                        |
| - Augustin Senghor (2011-2020) - Mamadou Antonio Souaré (2020-2022) - Lamin Kaba Bajo (2022-) | - Kwesi Nyantakyi (en) (2011-2018) - Djibrilla Hima Hamidou (2018-2021) - Kurt Okraku (2021-) |
| --------------------------------------------------------------------------------------------- | --------------------------------------------------------------------------------------------- |